# 共和級戰艦
共和级戰艦（英語：République-class）是法國海軍於1890年代初期所建造的前無畏艦，總共由2艘艦組成，分別為共和號與祖國號。本級艦屬於《1900年艦隊法案》的其中一部分，主要是針對德意志帝國於1898年生效的《1898年海軍法》做回應。建造法案允許法國海軍建造6艘新戰艦，不過後4艘獨立出來並列入自由級戰艦。軍艦設計者為法國著名的設計師白勞易，他在設計上改進早期法國戰艦許多缺失。在武器配備上，共和级戰艦配備4門305公釐口徑1893/96年型主砲在2座雙聯裝砲塔內，以及18門164公釐口徑1896年型火砲當作次要武器，多數次要武器被配置在較靈活運作的砲塔內，並受到更有效地裝甲保護 降低早期戰艦在相對輕微的破壞中即失去穩定性的狀況。在其他性能諸元上，本級艦水線裝甲帶最大厚度為280（11.0英寸），排水量落在14,605公噸（14,374長噸），最大航速可達19節（35每小時；22英里每小時）。
當2艦陸續於1907年服役時，英國劃時代的無畏號戰艦早已服役於皇家海軍，盡管相比之下本級艦明顯過時，但在多數時間仍在法國艦隊中擔任主力艦隊，直到第一次世界大戰後期為止。在整個服役生涯期間，共和號與祖國號一直隸屬於法國地中海艦隊，和平時期基本上較為平靜無事，常駐的任務包括例行訓練、訪問各個法國或外國港口、以及參與由法國政客或外國政要所舉行的海軍閱兵典禮。當第一次世界大戰於1914年爆發後，本級艦被指派前往護航往來於法屬北非及法國本土間的運兵船艦隊，接著與主力艦隊前往亞得里亞海與奧匈帝國海軍作戰。1914年9月的安提瓦里海戰期間，2艦在海戰中協助法軍艦隊擊沉奧匈帝國海軍的澤塔號防護巡洋艦。
隨後2艦協助聯軍封鎖亞得里亞海南方海域的奧特朗托海峽，阻止奧匈帝國海軍突破地中海防線，但在遭到奧匈帝國的U型潛艇多次襲擊後，為了減少損害而撤離至科孚島和馬爾他等地。祖國號接下來於1915年5月轉移至達達尼爾海峽支援加里波利之戰中的聯軍部隊，而共和號也在1916年1月轉移至該處海域，掩護準備從加里波利半島撤軍的部隊。2艦接著支援聯軍在希臘薩洛尼卡及其它地方的軍事行動，迫使希臘原本中立且親德的政府倒台，新政府成立後立刻加入協約國陣營，並同意聯軍在馬其頓開啟新戰線。在戰爭最後數個歲月裡，2艦在穆茲羅斯度過。首艦共和號於1918年1月將2門305（12.0英寸）口徑主炮拆卸下來轉移給陸軍後改為訓練艦，接著於1920年解除武裝，並在1921年除籍，同時賣給義大利拆船廠。祖國號則留在土倫擔任訓練艦，直至1926年才退役，並在1928年出售拆解。

## 設計
共和級戰艦建造案屬《1900年艦隊法案》的其中一部分，根據法案內容，允許法國海軍建造6艘新戰艦。這項法案主要是針對德意志帝國於1898年生效的《1898年海軍法》，當時德意志帝國海軍在阿爾弗雷德·馮·鐵必制的領導下，意欲擴張海軍勢力來與英國皇家海軍相抗衡。不過德國此舉同時激起另一個主要對手法國的警覺心，迫使法國政府下定決心通過海軍法來擴充艦隊，以便能與德國相抗衡。在白勞易於1896年開始擔任海軍建造總監（Central Director of Naval Construction、DCCN）一職後，新戰艦設計方案便開始籌畫。接下來白勞易開始參考1890年代建造的戰艦外型並修正許多缺失，包括將裝甲帶在水線以上的面積盡量加大，降低炮彈擊中裝甲帶後所造成的進水風險，同時減少艦體遭受嚴重破壞的情形發生。
白勞易接著構思如何能提升新戰艦性能，他在1897年11月時提出新戰艦排水量須為13,600公噸（13,400長噸），這樣的標準已超出先前的戰艦設計，但這種構思是以增加排水量為前提下，將能夠採用防護更好的裝甲佈局，以便能抵禦新開發的穿甲彈攻擊。新艦體將會擁有長度較長、面積較廣的水線裝甲帶保護，艦體頂部設有平坦的裝甲甲板，整體佈局如同將軍艦改造為一個大型的裝甲箱。艦體內部設有高度細分的水密隔艙，確保能降低大量進水時所造成的危險。
隨著新艦體的設計資訊在接下來2年持續進行，整體細節同時在這段期間陸續制定出來。之後設計人員於1898年4月20日提交一份計畫案，艦體排水量預計將增加到15,000公噸（15,000長噸），這標準與同時代英國戰艦相當。為了確保能通過蘇伊士運河，舰宽將限制在8.4（28英尺）左右，同時指定主砲口徑需為305（12.0英寸），並配置在2座雙聯裝主砲塔內。法國海軍高層審閱後批准提案，但要求一部分的細節需要修改，這當中包括重新調整次要武器佈局，然而新的需求會導致艦體上方重量增加，若要維持排水量就必須減少一部分的裝甲厚度，但海軍高層後來拒絕降低裝甲厚度，最後整個提案被迫大部分修改。
1898年12月23日，設計人員提出副砲塔生產廠商由施耐德-克魯佐及國有企業的火炮裝備總局之中二擇一，後來由後者勝出。接著在1899年4月28日的另一次會議中，確定新戰艦的新設計方案，並於1899年5月29日委由白勞易做細部修改，以便能符合採用規範。經過2個月的修改後，白勞易於1899年8月8日提交最終版本。海軍高層收到最終方案後，花上1年的時間進行審閱，最後於1900年7月10日由海軍部長让·马里·安托万·德拉内桑批准提案，法國國會同時於12月9日批准《1900年艦隊法》，授權法國海軍可建造6艘新戰艦。
白勞易所提交的設計方案原預計要建造6艘，但在開始建造2艘後，由於其他國家同樣改進新戰艦設計，特別是受到英王愛德華七世級戰艦建造的影響，導致另外4艘的戰艦設計重新修改。在其他海軍強權國家內，開始將重型副炮配置於艦上，例如英王愛德華七世級的副炮口徑採9.2英寸（230），這迫使法國設計人員將副炮口徑從原先的164.7（6.48英寸）換成194（7.6英寸），而這4艘新設計被歸類在次型自由級戰艦，這也使得自由級戰艦有時被歸為共和級亞型，而非獨立一個船級。當共和號與祖國號相繼於1907年服役時，英國的劃時代戰艦無畏號已經開始服役於英國皇家海軍，該艦採用全裝重型火炮設計，讓共和級等前無畏艦顯得過時。

### 整體特徵與推進系統

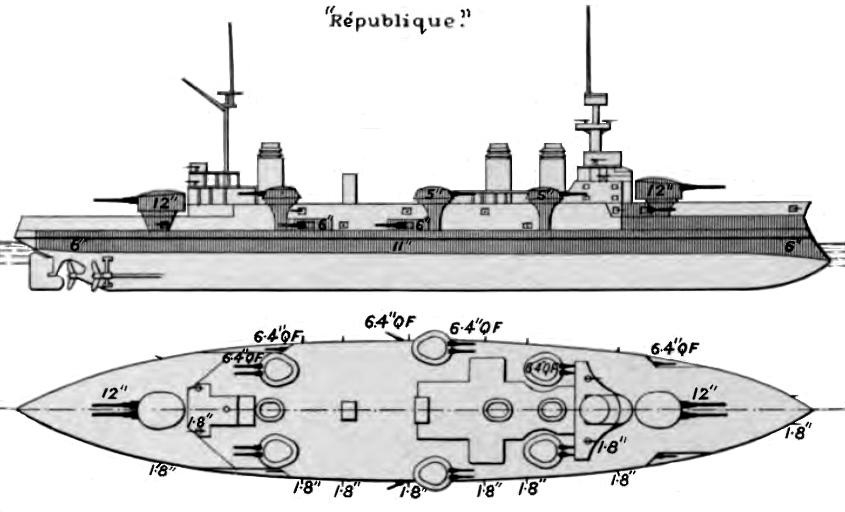
共和級描繪圖，出自1906年的布拉希海軍年鑑（Brassey's Naval Annual）。

共和級戰艦全長135.25（443英尺9英寸），其水線長131（429英尺9英寸）、垂標間距133.81（439英尺0英寸）；水線上的舰宽為24.25（79英尺7英寸）；平均吃水深度落在8.2（26英尺11英寸）之間。在設計初期，本級艦設計排水量落在14,870公噸（14,640長噸），然而實際上，滿載狀況下的共和號排水量為14,605公噸（14,374長噸；16,099短噸），而祖國號則是14,900公噸（14,660長噸；16,420短噸），比首艦共和號稍重一些。本級艦的艦體以白勞易先前設計的光榮級裝甲巡洋艦為模型，在下裝甲甲板下方的空間劃分15間水密隔艙，並在艙底設置舭龍骨來提升航行穩定性。
艦體的前甲板設計較高，並延伸至主桅處；前甲板處仍保留一小型戰鬥井架，在主桅杆上同時也保留一桿式井架。前上層建築由4層甲板結構組成，另包括前桅、司令塔、海圖室、指揮官寢室、艦橋等設施都設在此處。然而這種設置在服役時證明有數個問題發生，包括司令塔太小，無法容納指定數量的船員；艦橋阻擋到從司令塔望向船艉的視線，使得指揮官必須離開司令塔的保護，才能看清軍艦周圍的狀況；1912年至1913年的改裝期間，為了解決視野問題，艦橋側翼被局部拆卸。不過相似的問題同樣在後上層建築困擾著，尤其是後射控系統所受到的影響最多。
艦上預計可容納32名軍官及710名船員，但在擔任旗艦時，容納人數可增加到44名軍官及765名船員，在這當中包括一名海軍上將。每艘艦配有18艘小型船隻供使用，這些船隻的類型分別為轻型帆船、獨桅縱帆船、救生筏、小艇、平底船等。若是擔任旗艦時，艦上將增加1艘艦長座艇以及3艘小艇。

### 推進系統
本級艦推進系統採三軸推進，使用4組垂直型三脹式蒸汽機，並安裝24台尼克勞斯式鍋爐。所有鍋爐平均分散在4間鍋爐艙內，前3間鍋爐艙配有2座排氣煙囪，後鍋爐艙則獨自連接一座排氣煙囪。所有推進系統位在船舯的獨立水密隔艙內，位置介於前3間鍋爐艙與後鍋爐艙之間。每組推進系統連至一組青銅製三葉螺旋槳。兩艘艦位在船軸線上的主螺旋槳直徑皆為4.85（15英尺11英寸），但位在兩側的螺旋槳卻各有不同，如共和號的側螺旋槳直徑為4.8（15英尺9英寸），但祖國號的側螺旋槳直徑則是5（16英尺5英寸）。艦上另配備6台發電機，其中2組500安培發電機為主砲塔及彈藥升降機提供電力，另外4組800安培發電機為其餘船舶系統提供電力。
整組推進系統可提供17,500匹公制馬力（17,260匹指示馬力）額定功率，設計初期時預計最高航速為18節（33每小時；21英里每小時）。不過在海試期間，兩艦皆輕易地超出原預計最高航速。如共和號最大輸出可達19,898匹公制馬力（19,626匹指示馬力），而最高航速達到19.15節（35.47每小時；22.04英里每小時）；祖國號則是輸出在18,107匹公制馬力（17,859匹指示馬力）時，最高航速就達到19.125節（35.420每小時；22.009英里每小時）。出航執勤時，艦上的燃煤庫存量為900公噸（890長噸），滿載時可達到1,800 t（1,800 long ton），確保在10節（19每小時；12英里每小時）航速下，其巡航半徑可達到8,400海里（15,600；9,700英里）。

### 武器配備
共和級戰艦的主要武器由4門305公釐口徑1893/96年型主砲組成，這4門主砲安裝在2座雙聯裝砲塔內；2座主砲塔則平均分配至前甲板與後甲板側。305（12.0英寸）口徑主炮使用350（770磅）重的砲彈，其槍口初速為865每秒（2,840英尺每秒）。在最大升角12度時，305（12.0英寸）口徑主炮的射程達12,500米（41,000英尺），其射速為每分鐘1輪。砲塔與火炮皆為電動操作，同一座砲塔內的2門火砲可同步升降，若有需要時亦可調整為各自獨立升降狀態。在裝彈作業時，砲管需降至-5度才可進行作業；每座砲塔可儲備8輪砲彈供緊急使用。在共和級之前，法國海軍戰艦皆會攜帶多種類型的砲彈，這些砲彈類型包括穿甲彈、半穿甲彈、鑄鐵彈、高爆彈、榴霰彈等，但在共和級服役後，法國海軍開始標準化載彈規格，因此本級艦僅攜帶穿甲彈與半穿甲彈。在和平時期，每門砲共配備65發砲彈，每艘艦共260發，其中104發為穿甲彈，其餘156發則為半穿甲彈。若在戰時，艦上可配備780發砲彈，是和平時期的3倍數量。
18門164公釐口徑1896年型火砲為本級艦的次要武器，其中12門安裝在雙聯裝砲塔內，另外6門則設置在炮廓中。在砲塔內的164（6.5英寸）口徑火炮最大射程為10,800米（35,400英尺），而位在炮廓中的164（6.5英寸）口徑火炮最大射程則為9,000米（30,000英尺），所有火炮皆使用穿甲彈與半穿甲彈，砲彈重量分別為54.9（121磅）及52.3（115磅），槍口初速為900 m/s（3,000 ft/s），射速為每分鐘3輪。在砲塔內的164（6.5英寸）口徑火炮在水平旋轉部分與主砲塔一樣以電動操作，但垂直升降部分則須人力操作，而位在炮廓中的164（6.5英寸）口徑火炮則是僅能全手動操作。與主砲相異的是，164（6.5英寸）口徑火炮在任何炮口仰角下皆可進行裝彈作業。
艦上另設有25門哈其開斯3磅艦炮來抵禦魚雷艇的攻擊，但在建造過程中即發現此類型火炮已不在適用於應付新型魚雷艇的攻擊。因此法國海軍高層於1905年8月22日下令將原先裝設在船體上的16門3磅艦炮替換成13門65 mm（2.6英寸）口徑1902年型火砲，新火炮的射速為每分鐘15輪，最大射程半徑達8,000米（26,000英尺）。另外8門位於前桅戰鬥平台及上層建築中的3磅艦炮則被保留下來，這些火砲的射速與65（2.6英寸）口徑火炮相同，但射程僅只有6,000米（20,000英尺）。其使用的砲彈重量僅2（4.4磅），與65（2.6英寸）口徑火炮使用的4.17（9.2磅）重砲彈相比下較輕。出航執勤時，每門65（2.6英寸）口徑火炮配有450輪砲彈，3磅艦炮則為每門550輪。
在艦體水線下區域，另設有2組450（17.7英寸）口徑魚雷管，與前164（6.5英寸）口徑火炮並排。每組魚雷管旋轉角度皆固定住，瞄準方向為船樑前方夾角19度。每組魚雷管各配有3發1904年型魚雷，其射程1,000米（3,300英尺），速度為32.5 kn（60.2 km/h；37.4 mph），載有100（220磅）重的彈頭。每艘艦另配有20枚水雷，可藉由轻型帆船進行鋪設。

### 裝甲防護
本級艦的主裝甲帶以2組滲碳鋼裝甲製列板組成，在水線區域最大厚度為280（11英寸），並在船艏與船艉處降至180（7.1英寸）。主裝甲帶在船艉處終端連結一200 mm（7.9英寸）厚的橫向水密艙壁，艙壁背側設有80 mm（3.1英寸）厚的柚木板，此柚木板以2層10 mm（0.39英寸）厚的電鍍層保護之。主裝甲帶往前則延伸至艏柱為止，整個裝甲帶厚度在上緣區域為240（9.4英寸），接著在水線以上的區域大致上在230（9.1英寸）之間，接著在下緣區域減至50（2.0英寸）。在主甲板及上層建築第一層甲板區間由3組薄型列板裝甲保護之，此處的裝甲由64 mm（2.5英寸）厚的鋼板與80 mm（3.1英寸）厚的柚木板組成，在前主砲座區域則以120 mm（4.7英寸）厚的艙壁相連接。
水平保護由兩組裝甲甲板組成，上層甲板與主甲板同一水平的區域幾乎覆蓋整個艦體，從船艏延伸到船艉橫向水密艙壁處。此甲板由3層18 mm（0.71英寸）厚的鋼板組成，總厚度達54 mm（2.1英寸）。在其下方包括發動機與鍋爐艙之間的下層甲板由3層17 mm（0.67英寸）厚的鋼板組成，總厚度達51 mm（2.0英寸）。在甲板兩側區域，以向下傾斜方式連接到主裝甲帶下緣區域，此處傾斜裝甲側面由2層36 mm（1.4英寸）厚的鋼板組成。白勞易在設計時打算限制戰損時湧入艦體的海水，因此在上層與下層裝甲甲板之間位於裝甲帶後側的區域，設置高度細分的堰艙，以便能降低進水風險。儲煤艙則設置在堰艙後側，用以抵擋飛濺進來的砲彈或裝甲碎片。
主砲塔區域是本級艦裝甲厚度最厚的區域，正面裝甲厚度為360（14英寸），側面裝甲厚度也有280（11英寸），整個主砲塔裝甲板皆使用滲碳鋼為原料。每片裝甲板後側皆裝有2層20 mm（0.79英寸）厚的鋼板，砲塔頂部由3層24 mm（0.94英寸）厚的鋼板組成；在主甲板以上的砲座區域以246 mm（9.7英寸）厚的裝甲板保護著，甲板以下的區域則減至66 mm（2.6英寸）。在主砲座前方區域裝設166 mm（6.5英寸）厚的過渡裝甲，用以保護砲座到上裝甲帶的區域。副砲塔的正面裝甲厚度為138（5.4英寸），側面則使用246（9.7英寸）厚的低碳鋼，4個側面裝甲均由2層13 mm（0.51英寸）厚的鋼板支撐，以便能平衡砲塔重量。砲塔頂部由3層13 mm（0.51英寸）厚的鋼板組成。炮廓區域以140（5.5英寸）的裝甲板保護，在其後側裝有2層10 mm（0.39英寸）厚的鋼板，所有在炮廓的火炮皆配有與炮廓裝甲同樣厚度的炮盾保護之。
前司令塔的前方與左右兩側以266 mm（10.5英寸）厚的裝甲板保護之，後側的裝甲板厚度則為216 mm（8.5英寸），4個側面裝甲均由2層17 mm（0.67英寸）厚的鋼板支撐。在後側入口處通道，裝設有174 mm（6.9英寸）厚的艙壁保護之。連接司令塔與船舶下方的發射站之間的通信管等相關系統，則以200 mm（7.9英寸）厚的重型裝甲管保護之。在上層甲板下方的裝甲管，2層30 mm（1.2英寸）厚的鋼板減至只有10 mm（0.39英寸）厚。

### 改裝
法國海軍在共和級服役後，對主砲塔火炮提升仰角或是相關增加射程的改裝方案曾多次嘗試，但後來證實這是無法執行的，但海軍人員後來將砲塔後方兩側的空艙間灌水注滿，讓砲塔向後傾斜2度，被動地讓火炮仰角有所提升，同時使最大射程半徑從12,500至13,500（41,000至44,300英尺）。1915年至1916年期間，副砲塔配置一台新的電動機，用以提升運轉及升降效率；另外位在艦橋兩側的哈其開斯3磅艦炮被移除，後上層建築的2門3磅艦炮則被移至後主砲塔頂部。1915年12月8日，海軍司令部發布命令，要求將艦上的輕裝火炮數量修改為4門3磅艦炮及8門65 mm（2.6英寸）口徑1902年型火砲。1916年時，一部分的輕裝火炮再次進行改裝，其中4門3磅艦炮改以高角度防空座安置，並配置在後主砲塔及第5與第5座副砲塔頂部。
1912年至1913年期間，本級艦安裝2組長2（6英尺7英寸）的巴爾與史特勞德測距儀，不過祖國號後來將此型號更替為2.74（9英尺0英寸）長的測距儀，而該組測距儀是由孤拔號戰艦轉移過來的。在後續測試結果顯示，若採用可測距更廣闊的測距儀型號容易導致人員適應不良，因此海軍人員後來決定在所有戰艦上僅保留2（6英尺7英寸）長的型號。1916年後，海軍高層人員下令將艦隊所有測距設備進行現代化改造，祖國號上的主炮及副炮分別配有1組2.74（9英尺0英寸）長及2組2（6英尺7英寸）長的測距儀，另外還加裝1組長0.8（2英尺7英寸）的巴爾與史特勞德測距儀供艦上高射炮使用。共和號上所配置的測距儀細節則未保留下來，歷史學家約翰·喬丹（John Jordan）與菲利浦·凱勒斯（Philippe Caresse）指出共和號的測距儀改裝計畫從未完全實現過，因此無法了解該艦是否變更過測距設備。

## 同型艦
| 艦名   | 名稱來源 | 造船廠           | 架設日期       | 下水日期       | 服役日期      | 結局           | 附註   |
| ------ | -------- | ---------------- | -------------- | -------------- | ------------- | -------------- | ------ |
| 共和號 | 共和國   | 布雷斯特兵工廠   | 1901年12月27日 | 1902年9月4日   | 1907年1月12日 | 1921年時拆解。 | [ 26 ] |
| 祖國號 | 祖國     | 濱海拉塞訥造船廠 | 1902年4月1日   | 1903年12月17日 | 1907年7月1日  | 1928年時拆解。 | [ 26 ] |

## 服役歷程

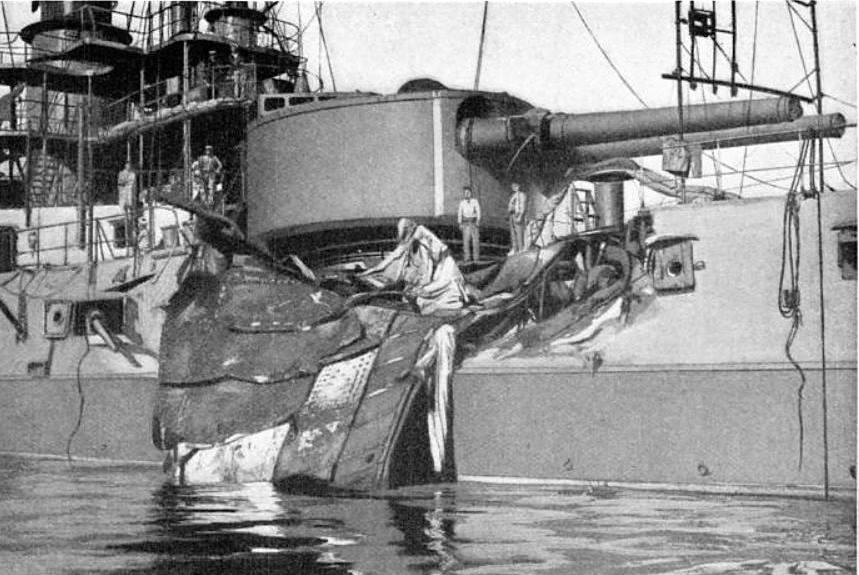
一塊原在自由號戰艦上的裝甲板，在爆炸時擊中共和號左後側，造成該艦嚴重受損。

### 第一次世界大戰前
共和級首艦共和號於1901年12月在布雷斯特兵工廠放置龍骨，於1902年9月4日首次下水；當所有裝備安裝完後，該艦於1907年1月正式服役。二號艦祖國號在首艦開始建造3個多月後，於1902年4月1日在濱海拉塞訥造船廠放置龍骨；該艦於1903年12月17日首次下水，並於1907年7月開始服役。儘管共和級戰艦在建成後是法國海軍當時較為先進的軍艦，但同時期英國建造的无畏号战列舰已經在1906年12月2日開始服役，該艦採全巨砲設計（all-big-gun），主砲使用10門12英寸（300）口徑火跑，並使用能提供更快航速的蒸汽渦輪發動機當作推進系統，使得本級艦在服役時即性能過時。
當2艘共和級戰艦皆正式服役後，法國海軍高層將它們分派至法國地中海艦隊，祖國號甚至還擔任艦隊旗艦，並隨艦隊駐紮在土倫、儒昂湾、濱海自由城等港灣。1900年至1910年初期，2艦經常隨艦隊在地中海西部及大西洋海域進行多次常規與和平時期訓練，並多次參與由法國總統、其他政府官員、以及各國政要所舉行的海軍閱兵典禮。本級艦還經常訪問包括西班牙、摩納哥、義大利等地中海各個外國港口。當丹東級戰艦於1911年初陸續服役後，法國海軍將共和號與祖國號轉調至地中海艦隊第2分艦隊，而祖國號仍被指派為艦隊旗艦。
不過2艦在服役期間接連發生多起意外，祖國號在1907年5月29日海試期間，其中一台鍋爐的冷凝管突然爆裂，造成數名鍋爐工燙傷，該艦也因此必須返回土倫更換零件。1910年2月，祖國號上的船員不小心發射一枚魚雷擊中共和號，所幸共和號受創不深，但必須立即返航維修。1911年9月25日，自由號戰艦在駐錨於土倫時發生彈藥艙爆炸意外，許多裝甲板碎片隨著爆炸波散到四周，其中一塊重達37公噸（36長噸；41短噸）裝甲板飛向距210（690英尺）遠的共和號，造成該艦前主砲塔左側嚴重受損，並造成23名船員罹難。儘管受創嚴重，整體維修工程仍迅速完成，並在同年重回訓練行列。當奧匈帝國皇儲弗朗茨·斐迪南大公於1914年6月遇刺後，歐洲大陸於7月開始爆發戰爭危機，此時2艦停靠在土倫，為接下來可能的戰爭做準備。

### 第一次世界大戰期間

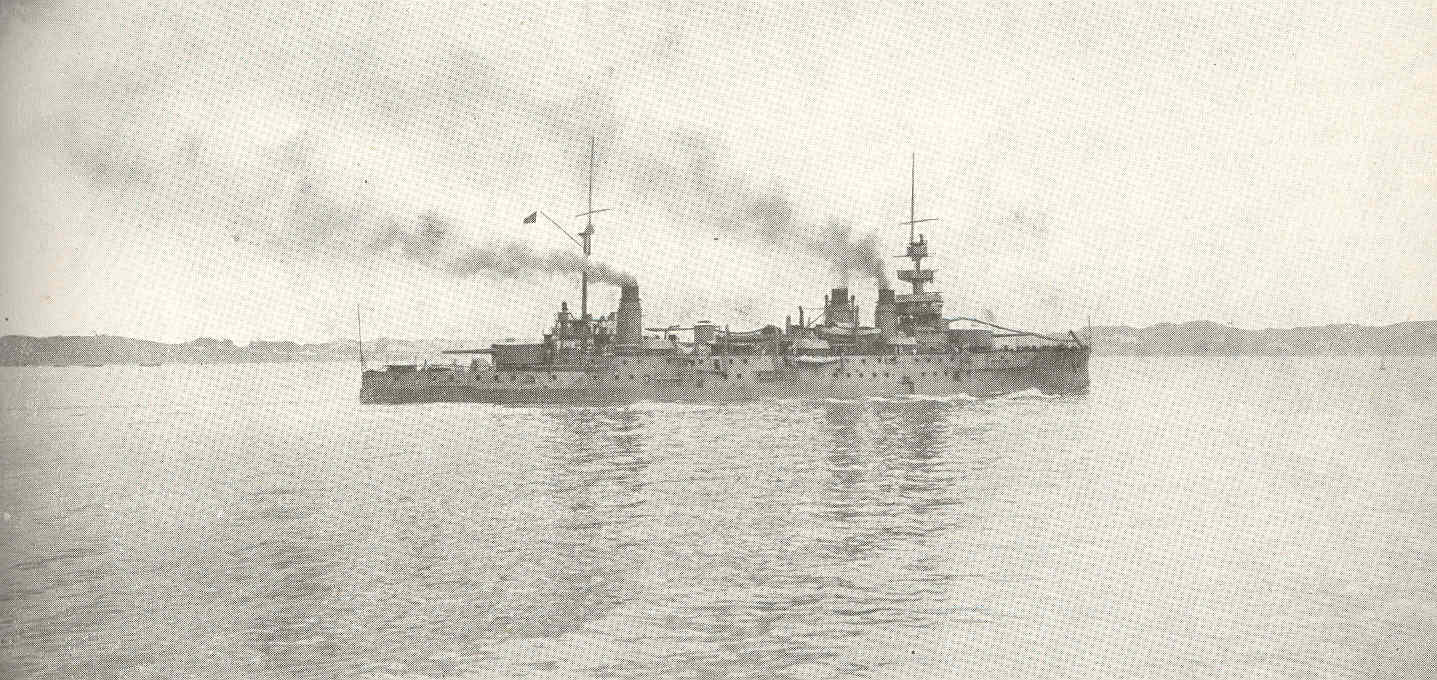
正在駛離土倫的共和號戰艦。

當第一次世界大戰於1914年8月爆發時，2艦被分派至法國地中海艦隊第2分艦隊。法國艦隊接著開始動員，前往法屬北非護衛返回法國本土的運輸艦隊。此一舉動是由於法國最高指揮部先前得知德艦格本號大巡洋艦正在地中海海域出沒的情報，為避免遭到攔截而派遣軍艦前來護航。第2分艦隊立刻航向阿爾及爾，護送一支載有約7,000名士兵的運輸艦隊，並在中途與讓·巴爾號和孤拔號戰艦交接任務，讓後兩艦護航運輸艦隊返回法國本土。護航結束後，第2分艦隊與其他法國主要艦隊會合並前往亞得里亞海掃蕩敵艦，嘗試與奧匈帝國海軍正面對戰。法艦後來與奧匈帝國海軍澤塔號防護巡洋艦及一艘魚雷艦相遇，遂爆發安提瓦里海戰。在這場戰鬥中，2艦協助艦隊擊沉澤塔號。隨後前往卡塔羅試圖引誘奧匈帝國艦隊出戰，但最終沒有成功。戰爭的多數時間裡，2艦一直在科孚島、馬爾他、納瓦里諾一帶巡航，防止奧匈帝國海軍突破亞得里亞海防線，但在遭到多次奧匈帝國U型潛艇襲擊後，為了減少損害，艦隊中的主力艦退至科孚島和馬爾他一帶，而輕型艦艇則持續封鎖亞得里亞海南部海域。
1915年5月，祖國號戰艦被指派加強在加里波利之戰中與鄂圖曼帝國作戰的達達尼爾海峽總隊，並為登陸的聯軍部隊提供火力支援，直到陸軍於1916年1月被迫撤離為止；共和號戰艦雖然較晚加入戰局，但也協助聯軍部隊撤離時提供掩護射擊。協約國陣營接著在1916年準備向中立且親德的希臘政府施壓，試圖開啟新戰線，英法聯軍於12月派遣部隊在希臘薩洛尼卡登陸，並同時派遣第2分艦隊護衛登陸部隊，以軍事行動支援親協約國份子在希臘發動政變。保皇派軍隊在抵抗一段時間後，希臘國王康斯坦丁一世終於在1917年6月被迫退位，新政府立刻加入協約國陣營並向同盟國宣戰。在戰爭最後數個歲月裡，2艦前往達達尼爾海峽及穆茲羅斯進行協防，防止先前轉移至鄂圖曼的格本號，再轉為鄂圖曼海軍服役後，從地中海東部出航襲擊艦隊；不過已改名為嚴君蘇丹塞利姆的格本號，在出擊不久便被水雷擊傷，只能擱淺維修至戰爭結束為止，因此2艦並未與格本號交戰。

### 第一次世界大戰後
1918年1月底，共和號戰艦返回土倫進行大修，同時將2門主砲拆卸下來供法國陸軍使用。由於拆卸後的主炮後續沒有更換新品，因此法國海軍將共和號改編為訓練艦。.祖國號戰艦在1918年7月份在被指派擔任駐紮於薩洛尼卡的艦隊旗艦，接著在穆茲羅斯遭遇大規模流感。1919年協約國武裝干涉俄國內戰期間，祖國號停靠在君士坦丁堡擔任兵營船，不過在1919年8月時被調往訓練艦隊，與共和號一同執行訓練任務。首艦共和號隨後於1920年12月解除武裝，並在1921年5月退役，之後於6月除籍，並賣給義大利拆船商拆解。祖國號則留在土倫擔任訓練艦，訓練機械和魚雷人才，直到1924年的一次事故後才中斷訓練任務進行大修，不過在大修結束後仍繼續執行訓練任務，至1926年才正式退役，並在1928年出售拆解。

## 外部連結
维基共享资源上的相關多媒體資源：共和級戰艦
- Republique Class from Battleship-cruisers.co.uk（页面存档备份，存于）